# Барнегат-Лайт (Нью-Джерсі)
Барнегат-Лайт (англ. Barnegat Light) — місто (англ. borough) в США, в окрузі Оушен штату Нью-Джерсі. Населення — 640 осіб (2020).

## Географія
Барнегат-Лайт розташований за координатами 39°45′7″ пн. ш. 74°6′39″ зх. д. / 39.75194° пн. ш. 74.11083° зх. д. (39.752007, -74.110893).  За даними Бюро перепису населення США в 2010 році місто мало площу 2,21 км², з яких 1,89 км² — суходіл та 0,31 км² — водойми. В 2017 році площа становила 3,10 км², з яких 2,15 км² — суходіл та 0,95 км² — водойми.

### Клімат
| Клімат : Барнегат-Лайт  | Клімат : Барнегат-Лайт | Клімат : Барнегат-Лайт | Клімат : Барнегат-Лайт | Клімат : Барнегат-Лайт | Клімат : Барнегат-Лайт | Клімат : Барнегат-Лайт | Клімат : Барнегат-Лайт | Клімат : Барнегат-Лайт | Клімат : Барнегат-Лайт | Клімат : Барнегат-Лайт | Клімат : Барнегат-Лайт | Клімат : Барнегат-Лайт | Клімат : Барнегат-Лайт |
| Показник                | Січ.                   | Лют.                   | Бер.                   | Квіт.                  | Трав.                  | Черв.                  | Лип.                   | Серп.                  | Вер.                   | Жовт.                  | Лист.                  | Груд.                  | Рік                    |
| Середній максимум, °C   | 4,5                    | 5,7                    | 9,4                    | 14,3                   | 20,0                   | 25,1                   | 28,2                   | 27,6                   | 24,3                   | 18,4                   | 12,7                   | 7,3                    | 16,5                   |
| Середня температура, °C | 0,6                    | 1,7                    | 5,2                    | 10,1                   | 15,6                   | 20,9                   | 24,1                   | 23,6                   | 19,9                   | 13,8                   | 8,6                    | 3,2                    | 12,3                   |
| Середній мінімум, °C    | −3,4                   | −2,3                   | 1,0                    | 5,9                    | 11,2                   | 16,6                   | 19,9                   | 19,6                   | 15,6                   | 9,2                    | 4,4                    | −0,8                   | 8,1                    |
| Норма опадів, мм        | 89                     | 76                     | 106                    | 96                     | 86                     | 85                     | 107                    | 110                    | 85                     | 92                     | 88                     | 96                     | 1116                   |
| Вологість повітря, %    | 66.6                   | 64.9                   | 63.4                   | 64.3                   | 67.2                   | 71.3                   | 70.6                   | 72.0                   | 71.4                   | 69.9                   | 68.9                   | 67.8                   | 68.2                   |
| ----------------------- | ---------------------- | ---------------------- | ---------------------- | ---------------------- | ---------------------- | ---------------------- | ---------------------- | ---------------------- | ---------------------- | ---------------------- | ---------------------- | ---------------------- | ---------------------- |
| Джерело: PRISM          |                        |                        |                        |                        |                        |                        |                        |                        |                        |                        |                        |                        |                        |

## Демографія
Згідно з переписом 2010 року, у селищі мешкали 574 особи в 274 домогосподарствах у складі 184 родин. Було 1282 помешкання
Расовий склад населення:
| - 97,7 % — білих - 1,0 % — чорних або афроамериканців - 1,0 % — осіб інших рас |

До двох чи більше рас належало 0,2 %. Частка іспаномовних становила 1,9 % від усіх жителів.
За віковим діапазоном населення розподілялося таким чином: 7,3 % — особи молодші 18 років, 51,4 % — особи у віці 18—64 років, 41,3 % — особи у віці 65 років та старші. Медіана віку мешканця становила 60,3 року. На 100 осіб жіночої статі у селищі припадало 98,6 чоловіків;  на 100 жінок у віці від 18 років та старших — 97,8 чоловіків також старших 18 років.
Середній дохід на одне домашнє господарство  становив 91 321 долар США (медіана — 77 500), а середній дохід на одну сім'ю — 115 199 доларів (медіана — 89 250). За межею бідності перебувало 4,0 % осіб, у тому числі 0,0 % дітей у віці до 18 років та 6,0 % осіб у віці 65 років та старших.
Цивільне працевлаштоване населення становило 214 особи. Основні галузі зайнятості: науковці, спеціалісти, менеджери — 22,4 %, освіта, охорона здоров'я та соціальна допомога — 22,0 %, мистецтво, розваги та відпочинок — 10,7 %, транспорт — 10,3 %.